# لا يمكن يوم الأحد (فلم)
لا يمكن يوم الأحد (بالإنجليزية: Never on Sunday) هو فيلم أبيض وأسود تم إنتاجه في الولايات المتحدة واليونان وصدر في سنة 1960.

## ترشيحات وجوائز
| السنة | الحدث  | الفئة      | النتيجة  |
| ----- | ------ | ---------- | -------- |
|       | أوسكار | أفضل أغنية | فـــــوز |

## الميزانية والإيرادات
بلغت تكلفة إنتاج الفيلم حوالي 150,000 دولار بينما حقق أرباحا تقدر بـ 4 ملايين دولار .

## وصلات خارجية
- مقالات تستعمل روابط فنية بلا صلة مع ويكي بيانات